# 로학수
로학수(盧學洙, 1990년 1월 19일~)는 조선민주주의인민공화국의 축구 선수로 포지션은 수비수이며 현재 리명수체육단에서 활동하고 있다.

## 구단 경력
2007년 리명수체육단에 입단한 후 2012년 북한 1부 리그 3위, 만경대체육대회 2회 우승, 백두산체육대회 2회 연속 우승 및 1회 준우승, 2012년 포천보체육대회 우승, 2014년 AFC 프레지던트컵 준우승, 2015년 만경대체육대회 3위, 2015년 포천보체육대회 준우승 등에 기여했으며 현재까지 통산 55경기 6골을 기록 중이다.

## 국가대표팀 경력
2008년 조선민주주의인민공화국 A대표팀 합류 후 2008년 AFC 챌린지컵에 출전하여 미얀마와의 B조 조별리그 최종전에서 국제 A매치 데뷔골을 신고한 뒤 미얀마와의 3·4위전에서도 득점을 기록하며 대회 3위에 일조했다. 그리고 2015년 AFC 아시안컵 본선과 2015년 EAFF 동아시안컵에도 출전했으며 우즈베키스탄과의 2018년 FIFA 월드컵 아시아 지역 2차 예선 H조 2차전에서 A매치 개인 통산 3번째이자 팀의 3번째 득점을 기록하며 4-2 완승에 일조했다.

## 수상
조선민주주의인민공화국
- AFC 챌린지컵 : 3위 (2008)